# Arthur Young (Agrarwissenschaftler)

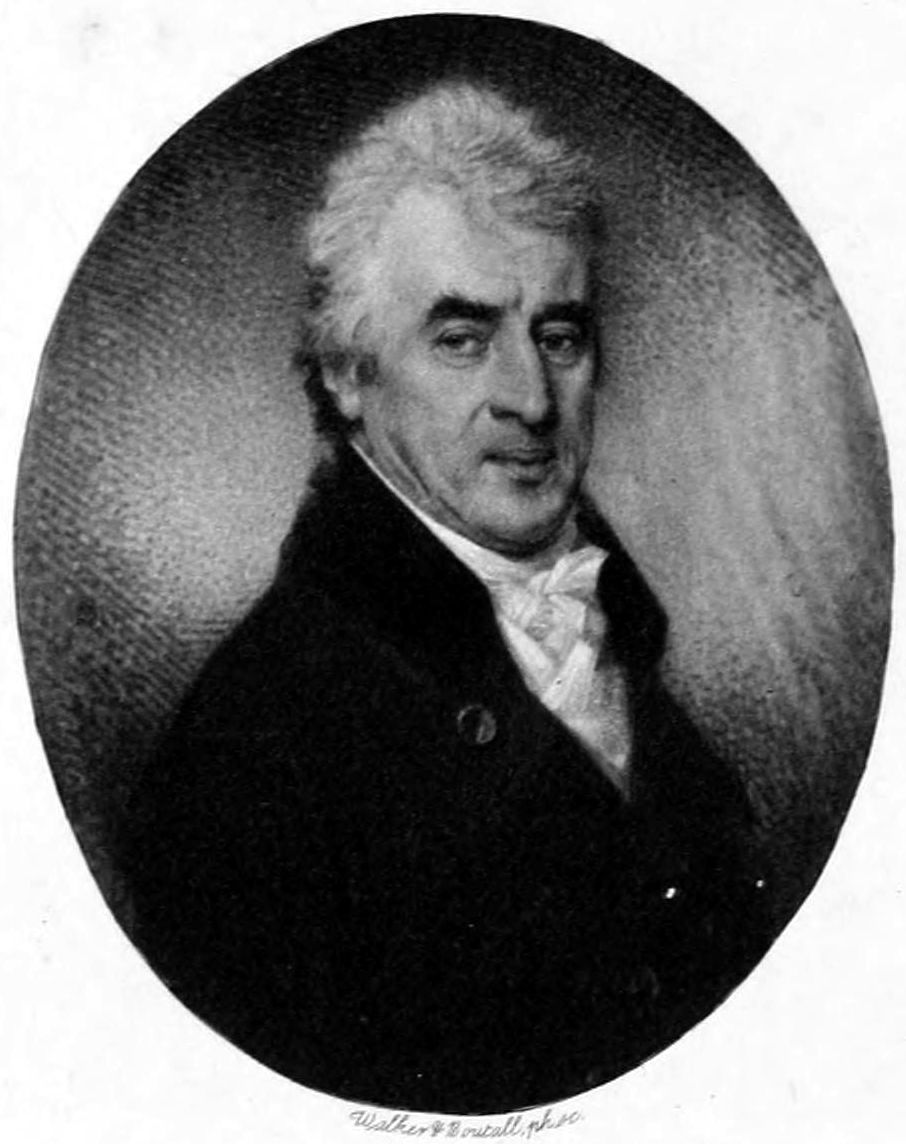
Arthur Young

Arthur Young (* 11. September 1741 in Suffolk, England; † 20. April 1820 in London) war ein englischer Agrarwissenschaftler, Ökonom und Publizist. Er verfasste Werke über Landwirtschaft, Politik und Wirtschaft und war Anhänger der «Qualitätstheorie des Geldes».

## Leben
Arthur Young veröffentlichte mit 17 Jahren das Pamphlet On the War in North America. Im Jahr 1761 ging er nach London und gab die Zeitschrift The Universal Museum heraus. Er schrieb auch vier Romane.
Ab 1759 bewirtschaftete er das kleine und verschuldete Gut seiner Familie, ab 1767 war er auch Verwalter einer Farm in Essex. Er unternahm zahlreiche Experimente und veröffentlichte deren Ergebnisse 1770 in A Course of Experimental Agriculture. Young bereiste zu Studienzwecken England und Irland. Ab 1784 gab er die Annals of Agriculture heraus, es erschienen 45 Bände. Im Jahr 1787 bereiste er erstmals Frankreich. Er beschrieb die Zustände vor und während der Französischen Revolution. Nach seiner Rückkehr wurde er zum Sekretär des Board of Agriculture ernannt, dort arbeitete er an der Erfassung der landwirtschaftliche Daten der englischen Counties.
Im Jahr 1792 veröffentlichte er den Reisebericht Travels During the Years 1787, 1788 and 1789, Undertaken More Particularly with a View of Ascertaining the Cultivation, Resources, and National Prosperity, of the Kingdom of France.
Young war ein bedeutender Förderer landwirtschaftlicher Neuerungen wie Drillsaat, verbesserte Fruchtfolge und Verwendung von Mergel als Dünger.
Youngs Werk Political Arithmetic kritisierend schreibt Karl Marx über Young, dieser sei „ein übrigens schwatzschweifiger, kritikloser Schriftsteller, dessen Ruf in umgekehrtem Verhältnis zu seinem Verdienst steht“.
1809 wurde er zum korrespondierenden Mitglied der Königlich Niederländischen Akademie der Wissenschaften (damals Koninklijk Instituut) gewählt.

## Schriften
- A Six Weeks Tour Through the Southern Counties of England and Wales
- The Farmer’s Letters to the People of England, 1768
- The Farmer’s Calendar, 1771
- Political Arithmetic, 1774
- A Tour in Ireland, 1780
- Travels in France, 1792